# 長谷川実雄
長谷川 実雄（はせがわ じつお、1911年3月1日 - 2001年5月9日）は、日本の経営者。読売新聞社常務、読売ジャイアンツ球団代表を務めた。愛知県江南市出身。

## 経歴・人物
1937年に早稲田大学政治経済学部を卒業し、同年に読売新聞社に入社した。社会部、編集局婦人部長、社会部長、編集局総務を経て、1969年に報知新聞社副社長兼編集局長に就任し、1971年に読売新聞社編集局長兼取締役に就任し、1973年に常務に就任した。1975年6月から1987年までに読売ジャイアンツ球団代表を務めた。1978年から1979年にかけての江川事件では球団代表として対応にあたった。
1987年にセントラル・リーグから連盟特別功労賞として表彰され、同リーグの顧問も務めた。
2001年5月9日肺炎のために死去。90歳没。